# Jack Pagenkopf
Jones Willem Pagenkopf (Englewood, 22 juli 1997) is een Amerikaans basketballer.

## Carrière
Pagenkopf speelde collegebasketbal van 2016 tot 2020 voor Casper College Thunderbirds, Howard CC Dragons en Utah Tech Trail Blazers. Hij speelde het seizoen 2020/21 voor de Team Ehingen Urspring in de Duitse tweede klasse. In oktober 2021 werd hij gekozen als 16e in de tweede ronde (44e overall) van de NBA G League draft door de Cleveland Charge maar zijn contract werd in november voor de start van het seizoen ontbonden. Hij tekende diezelfde maand nog bij Okapi Aalst in de Belgische competitie en bleef bij de club tot in maart 2022 toen zijn contract werd ontbonden om de jeugd meer kansen te geven. Hij speelde het seizoen uit in de Turkse tweede klasse bij Manisa BB.
In januari 2023 tekende hij een contract bij KB Rahoveci in de Kosovaarse competitie. In de zomer van 2023 tekende hij een contract bij Landstede Hammers. In februari 2025 ging hij spelen voor de Duitse tweedeklasser Nürnberg Falcons BC.